# メーガン・ベーン
メーガン・ベーン（英：Megan Bayne、本名：メーガン・ドヒニー、1998年6月1日 - ）は、アメリカ合衆国出身の女子プロレスラー。アメリカ合衆国のプロレス団体「OVW」時代にOVW女子王座に君臨したほか、日本の女子プロレス団体であるスターダムでも活動していた。

## 経歴
2017年11月にアメリカ合衆国のプロレス団体「OVW」でプロレスラーとしてデビューを果たす。2023年までの所属期間中にOVW女子王座に君臨したことがある 。しかし、2019年10月29日に放送された「OVW TV #1055」でマックス・ジ・インペイラーに敗れて王座から陥落。その後、OVWがインパクト・レスリングとの育成提携を結んだことにより、2020年2月21日に「Impact Wrestling / OVW Outbreak」に参戦したが、ジェシカ・ハーボック、ジョルダン・グレイス、キエラ・ホーガンとの4wayマッチに敗北。
その後、アメリカ合衆国の独立系団体でも活躍した。2021年7月31日に行われたECWA主催における第6回スーパー8トーナメントの決勝でアシュリー・ダンボアを破って優勝。さらにはAEWにも参戦し、各種TVマッチにも出場している。
スターダム主催のリーグ戦「5★STAR GP 2023」初日の2023年7月23日に日本デビューを果たし、中野たむが保持するワールド・オブ・スターダム王座への挑戦を要求する。リーグ戦2日目の7月29日に鈴季すず・星来芽依とのタッグで岩谷麻優・コグマ・飯田沙耶組（STARS）に勝利。大阪大会の初日の8月13日に、ワールド・オブ・スターダム王座で王者・中野たむに挑んだものの敗戦を喫した。
その後、10月9日の名古屋大会で、鈴季すず・舞華とのタッグでバリバリボンバーズのジュリア・桜井まい・テクラ組と対戦したが敗戦。一方、10月15日から11月12日まで開催されたタッグリーグ戦・第13回 GODDESSES OF STARDOMでは舞華とのタッグ『Divine Kingdom』で挑み、決勝で鈴季すず・星来芽依のCRAZY STARを破って優勝した。
2024年1月21日のベルサール高田馬場大会においてスターダムでのラストマッチを行い、舞華・HANAKOとのタッグでジュリア・鈴季すず・星来芽依組と対戦。敗けはしたが、対戦後にジュリアからマイクを渡され、舞華の通訳を介して最後の挨拶を行った。

## 得意技
F5

## タイトル歴
- ECWA
  - スーパー8トーナメント 優勝（2021年）[7]
- ICW
  - ICW女子王座（1回）
- OVW
  - OVW女子王座（1回）[20]
- スターダム
  - GODDESSES OF STARDOM 2023 優勝（パートナーは舞華）[17][18]
  - スターダムアワード 2023
    - ベストマッチ賞（2023年12月29日、vs ジュリア戦）[21]